# Gewächshauscomputer
Gewächshauscomputer dienen dazu, den Pflanzen im Gewächshaus optimale Wachstumsbedingungen zu schaffen. Dazu werden die wichtigsten Wachstumsfaktoren – je nach Ausrüstung und Kulturverfahren auch nur einige dieser Faktoren – durch Klimatisierung, Bewässerungsautomation und Steuerung der Düngung beeinflusst. Ziele sind dabei, durch den Computer möglichst viele Informationen miteinander zu vernetzen, die Ressourcen wirtschaftlich einzusetzen, teure Kulturfehler zu vermeiden und die Anlage kontinuierlich zu überwachen sowie Personen vor Unfällen zu schützen.

## Klimacomputer
Klimacomputer im Gewächshaus werden mit einer Wetterstation im Außenbereich sowie Sensoren im Gewächshaus zur Erfassung der aktuellen Klimawerte verbunden. Grenzwertverletzungen und Anlagenstörungen werden überwacht und führen zu Alarm. Die Messwerte werden durch entsprechende Regelprogramme kontinuierlich ausgewertet. Durch Ansteuerung von Automatisierungseinrichtungen werden die Klimafaktoren optimiert.

## Bewässerungscomputer
Bewässerungscomputer werten die Klimafaktoren aus, um den Bewässerungszeitpunkt und die Wassermenge zu optimieren. In Verbindung mit Anlagen zur Flüssigdüngung kann die Wasserqualität durch Messung der Leitfähigkeit und des pH-Wertes überwacht und optimiert werden.

## Klimafaktoren im Gewächshaus
Wesentliche Klimafaktoren, die von Gewächshauscomputern überwacht und optimiert werden, sind:
- die Einstrahlung – Pflanzen benötigen Licht in der richtigen Intensität und Dauer;
- die Lufttemperatur – im Gewächshaus sind die Temperaturen nur durch Regelung vertretbar;
- die Luftbewegung – Wind kann Pflanzen im Gewächshaus stark beschädigen;
- die relative Luftfeuchte – bei zu hoher Luftfeuchte wächst die Infektionsgefahr durch Pilzbefall;
- die CO2-Konzentration der Luft – ist ein wichtiger Faktor für die Photosynthese;
- die Bodenfeuchte, oder Substratfeuchte – muss für das Pflanzenwachstum optimiert sein;
- Nährstoffe / Flüssigdüngung – können im Rahmen der Bewässerungsautomation mitgegeben werden;

## Wetterstation
Folgende meteorologische Messgrößen werden ausgewertet:
- Windgeschwindigkeit: Schalensternanemometer;
- Windrichtung: Windrichtungsgeber;
- Einstrahlung: Luxmeter oder Strahlungssensor für Lichtmessung und Dämmerungszeitpunkt;
- Außentemperatur: zur Optimierung von Heizung und Lüftung und eventuell Kühlung;
- Niederschlag: Regensensor zum Schließen der Lüftung und eventuell Schneeabtauung;
- Außenluftfeuchte: besonders für Enthalpieauswahlprogramm / adiabatische Kühlung;

## Sensoren im Gewächshaus
Im Gewächshaus werden Sensoren für folgende Messgrößen verwendet:
- Lufttemperatur: Messung der Temperatur im Pflanzenbestand, etwa in Hausmitte;
- Bodentemperatur: bei Bodenheizungen (Verhinderung von Überhitzung im Wurzelbereich);
- Luftfeuchte: Messung der relativen Luftfeuchte im Pflanzenbestand;
- Innenlichtstärke: zur Optimierung von Beleuchtungsanlagen;
- CO2-Konzentration: wichtig auch für Einhaltung von MAK-Werten für Personen;
- Bodenfeuchte: Messung im Wurzelraum der Kultur und eventuell Kontrolle von Versickerung;
- pH-Wert von Nährlösungen: wichtig bei Hydrokulturen und erdelosen Kulturverfahren;
- Leitfähigkeit von Nährlösungen: zur Optimierung der Nährstoffgaben;

## Automatisierungseinrichtungen
die Klimafaktoren werden durch Gewächshauscomputer mittels folgender Stellglieder beeinflusst:

### Temperaturregelung
- Heizungsregelung: Ansteuerung von Pumpen, Mischern, Heizkanonen, Lufterhitzern;
- Lüftungsregelung: Ansteuerung von Lüftungsklappen, Ventilatoren;
- Kühlung: Ansteuerung von Sprühdüsen (adiabatische Kühlung) oder Kühlmaschinen;

### Einstrahlung
- Schattiereinrichtungen: Vermeidung zu hoher Einstrahlung, Energieschirm im Nachtbetrieb;
- Verdunklungsschirme: Steuerung der Tageslänge zur Blüteninduktion bei Zierpflanzen;
- Belichtungsanlagen: Steuerung der Tageslänge und Ertragssteigerung, vorwiegend im Winter;

### Luftfeuchte
- Luftbefeuchtung / Sprühnebelanlagen: Verringerung des Sättigungsdefizites der Blätter;
- Entfeuchtung durch Kühlen und Heizen: Verhinderung von Blattkrankheiten;

### CO2
- CO2-Begasungsanlagen: Optimierung des CO2 Angebotes für die Pflanzen;
- Erdgas-Heizkanonen: Koppelung von Heizung und CO2 Angebot;

### Bewässerung, Düngung
- Bewässerungsautomation: Steuerung von Pumpen und Magnetventilen zur Bewässerung;
- Düngedosieranlagen: Steuerung von Dosiersystemen, Pumpen, Magnetventilen;

### Puffer-Management
- Speicherung der Wärme eines Gaskessels, der tagsüber CO2 für die Pflanzen produziert, um es in der Nacht zu verwenden
- Verwendung von trägen Heizungssystemen (z. B. Holz- oder Kohlekessel) zur Abdeckung der Grundlast